# Bernd Eichinger

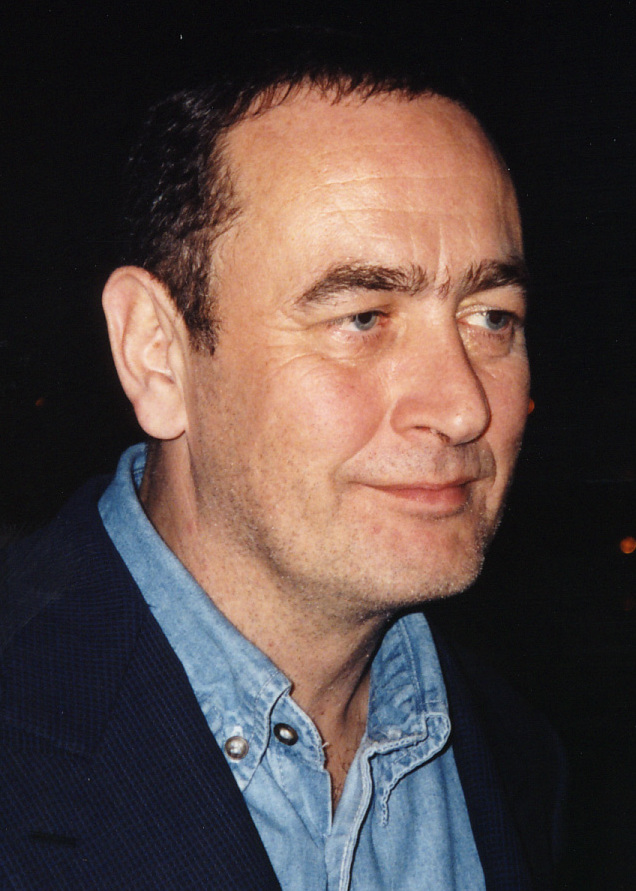
Bernd Eichinger (1997)

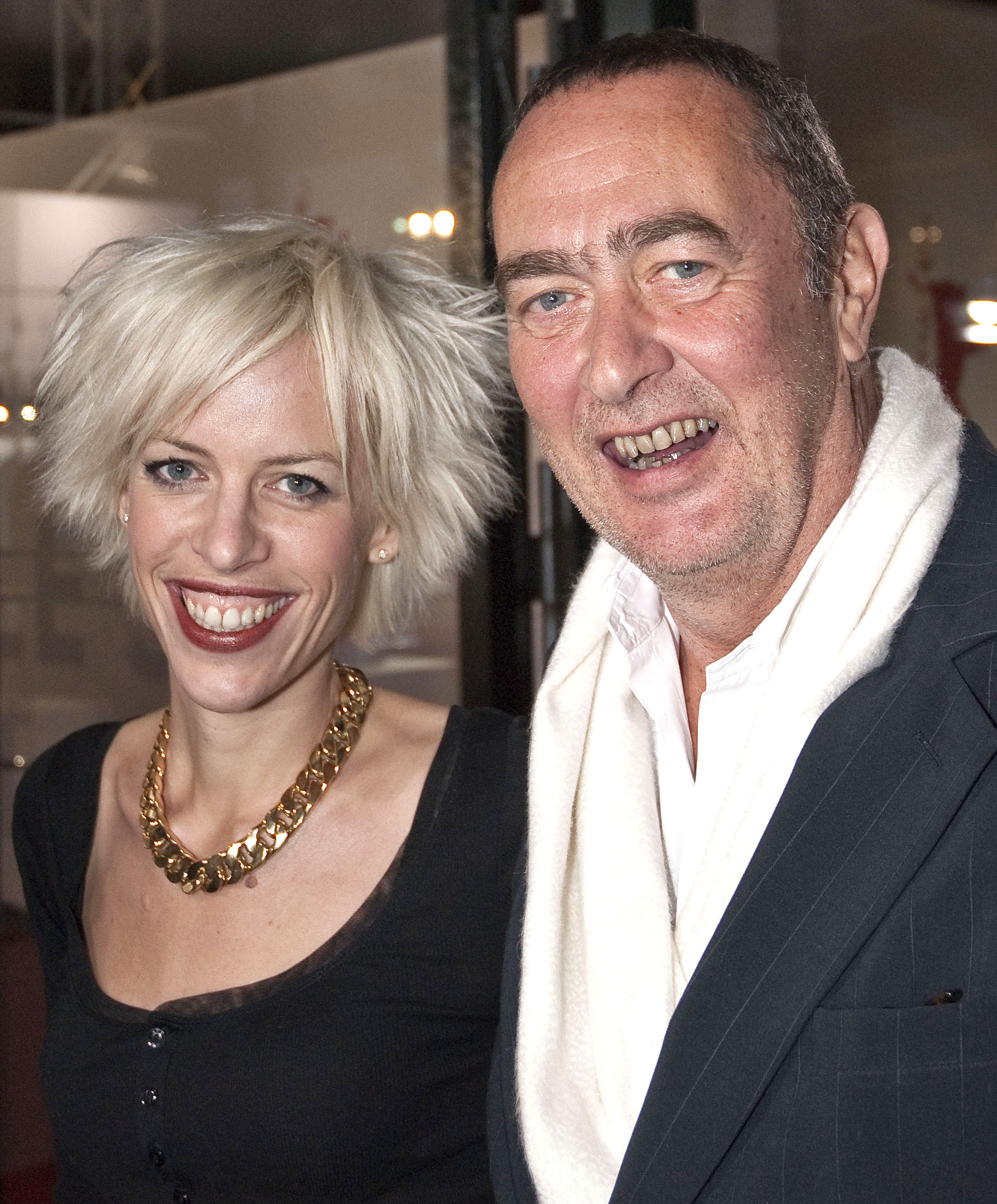
Eichinger mit seiner Ehefrau Katja Eichinger geb. Hofmann auf der Berlinale 2008

Bernd Eichinger (* 11. April 1949 in Neuburg an der Donau; † 24. Januar 2011 in Los Angeles, Kalifornien) war ein deutscher Filmproduzent, Drehbuchautor und Filmregisseur.
Als Produzent der Filme Wir Kinder vom Bahnhof Zoo (1981), Die unendliche Geschichte (1984), Der Name der Rose (1986), Der bewegte Mann (1994), Der Schuh des Manitu (2001, Koproduzent), Nirgendwo in Afrika (2001, Koproduzent), Resident Evil (2002, Koproduzent), Der Untergang (2004, auch Drehbuch), Das Parfum (2006, auch Drehbuch) und Der Baader Meinhof Komplex (2008, auch Drehbuch) gehörte er zu den bedeutendsten Deutschen auf diesem Gebiet.

## Leben

### Jugend und Studium
Bernd Eichinger wurde als Sohn des Landarztes Manfred Eichinger († 2004) und seiner Frau Ingeborg, geb. Berkmann, einer ausgebildeten Lehrerin, geboren und wuchs zusammen mit seiner Schwester Monika in Rennertshofen auf. Monika erlag 2007 einem Herzinfarkt. Ab dem elften Lebensjahr ging Bernd auf ein Internat in Deggendorf, das er allerdings im Alter von 17 Jahren verlassen musste. Abitur machte er 1970 am Erasmus-Grasser-Gymnasium in München. Währenddessen wohnte er im nahegelegenen Internat Albertinum.
Ursprünglich wollte Eichinger Germanistik, Geschichte und Theaterwissenschaft studieren. Im letzten Schuljahr vor dem Abitur hörte er davon, dass es in München die neu gegründete Hochschule für Fernsehen und Film gebe; und er fasste den Entschluss, sich dort zu bewerben. Sein Bewerbungsfilm trug den Titel Die Sonne schien, da sie keine andere Wahl hatte, auf nichts Neues, den er aus Samuel Becketts Roman Murphy entnommen hatte. Der Film handelt von dem Internat, das er ab seinem elften Lebensjahr besucht hat. Obwohl es für 400 Bewerber nur 11 Studienplätze gab und sein Film mit über 30 Minuten viel zu lang war, war seine Bewerbung erfolgreich. Er verbrachte die nächsten drei Jahre an der Münchner Filmhochschule und schwärmte über diese Zeit später: „das war eine Offenbarung“. Dort führte er Regie bei den Kurzfilmen Canossa und Kidnapping. Sein Abschlussfilm in der Regieklasse war 1973 der Schwarzweiß-Kurzfilm Weihnachtsmärchen, zu dem er auch das Drehbuch schrieb und in dem er an der Seite von Marquard Bohm auch als Darsteller zu sehen war. Außerdem arbeitete er als Produktionsleiter an Filmen seiner Kommilitonen mit. Darunter waren die Filme Der kleine Soldat, in dem Uli Edel Regie führte, und Das erste Jahr von Christoph Hübner. Noch während seines Studiums arbeitete er als Aufnahmeleiter in den Bavaria Studios (zum Beispiel bei Seine Scheidung, ihre Scheidung mit Elizabeth Taylor und Richard Burton) und war als Drehbuchautor für den Regisseur Hans W. Geißendörfer tätig (unter anderem bei Periham – die zweite Chance und Die Eltern). 1973 schloss er sein Studium als Produzent und Regisseur ab.

### Erste Produktionen
Nach dem Studium schrieb Eichinger Drehbücher und arbeitete als Produktionsleiter beim Bayerischen Fernsehen und Rundfunk, bevor er am 19. November 1974 zusammen mit Peter Genée die Solaris Film- und Fernsehproduktion oHG gründete. Mit ihr produzierte er meist Autorenfilme, die man zum Neuen Deutschen Film zählt. Einige dieser Filme sind Falsche Bewegung von Wim Wenders, Stunde Null von Edgar Reitz, Hitler, ein Film aus Deutschland von Hans-Jürgen Syberberg, Lieb Vaterland magst ruhig sein von Roland Klick sowie Der starke Ferdinand von Alexander Kluge.
1978 kaufte er einen großen Teil der Konkursmasse der im Oktober 1977 in Konkurs gegangenen Constantin Film und wurde 1979 Gesellschafter und Geschäftsführer des jetzt „Neue Constantin Film GmbH“ genannten Unternehmens. Seine erste Produktion für diese Firma war Christiane F. – Wir Kinder vom Bahnhof Zoo. Der Film, in dem sein ehemaliger Studienkollege Uli Edel Regie führte und zu dem als weiterer Kommilitone Herman Weigel das Drehbuch schrieb, wurde 1981 zu einem der international erfolgreichsten deutschsprachigen Filme seit Kriegsende. Der Film gewann die Goldene Leinwand und wurde beim World Film Festival in Montreal in der Kategorie Most Popular Film ausgezeichnet.

### Internationaler Erfolg
In den darauf folgenden zwei Jahrzehnten war Eichinger für den Filmeinkauf und das Verleihgeschäft der Neue Constantin Film GmbH zuständig. Dabei gestaltete er die Kampagnen zu Filmen wie Wolfgang Petersens Das Boot, Alan Parkers Pink Floyd – The Wall, Franc Roddams Quadrophenia, John Carpenters Die Klapperschlange und John Milius’ Conan der Barbar. Gleichzeitig produzierte Eichinger internationale Großprojekte wie Die unendliche Geschichte mit Wolfgang Petersen als Regisseur, Der Name der Rose mit Regisseur Jean-Jacques Annaud und Sean Connery in der Hauptrolle, Letzte Ausfahrt Brooklyn nach dem Roman von Hubert Selby Jr. wieder mit Regisseur Uli Edel, Das Geisterhaus mit Regisseur Bille August und Meryl Streep, Glenn Close, Jeremy Irons und Winona Ryder in den Hauptrollen sowie die Resident-Evil-Filmreihe mit Milla Jovovich in der Hauptrolle. Noch in den 1980er Jahren hatte Eichinger die Filmrechte zu den Marvel Comics The Fantastic Four erworben und war mehr als 15 Jahre später als Produzent bei der Verfilmung von Fantastic Four und Fantastic Four: Rise of the Silver Surfer für 20th Century Fox tätig.
Neben internationalen Projekten produzierte Eichinger auch populäre deutsche Komödien, wie zum Beispiel Manta Manta mit Til Schweiger in dessen erster Hauptrolle in einem Kinofilm, Sönke Wortmanns Der bewegte Mann und Das Superweib, den Zeichentrickfilm Werner – Beinhart! sowie Voll normaaal und Ballermann 6 mit dem Komiker Tom Gerhardt.
1996 führte Eichinger erstmals selbst Regie, in dem Fernsehdrama Das Mädchen Rosemarie, in dem Nina Hoss ihre erste Hauptrolle spielte. In den folgenden Jahren produzierte Eichinger Filme mit den deutschen Regisseuren Doris Dörrie (Bin ich schön? und Nackt), Oskar Roehler (Elementarteilchen) sowie als Co-Produzent bei Caroline Links Nirgendwo in Afrika, der mit dem Oscar in der Kategorie „Bester fremdsprachiger Film“ ausgezeichnet wurde.
Bernd Eichinger war nicht nur als Produzent, sondern in den letzten Jahren vermehrt auch als Drehbuchautor tätig. 2003 schrieb er das Drehbuch zum Film Der Untergang, den er 2004 mit Oliver Hirschbiegel als Regisseur produzierte. Der Untergang wurde 2005 für den Oscar in der Kategorie Bester fremdsprachiger Film nominiert. 2006 folgte Das Parfum – Die Geschichte eines Mörders, zu dem Eichinger gemeinsam mit Andrew Birkin und dem Regisseur des Films Tom Tykwer das Drehbuch verfasste. 2007 schrieb Eichinger das Drehbuch zu Der Baader Meinhof Komplex, das er noch im selben Jahr mit Uli Edel als Regisseur verfilmte. Der Film kam 2008 in die deutschen Kinos und wurde 2009 für den Oscar, den Golden Globe Award sowie den British Academy Film Award in der Kategorie „Bester fremdsprachiger Film“ nominiert. Noch im selben Jahr drehten Eichinger und Edel ihren vierten gemeinsamen Film: Zeiten ändern dich, mit und über den deutschen Rap-Star Bushido.
Neben Uli Edel zählt auch Andrew Birkin zu den Filmemachern, mit denen Eichinger immer wieder zusammenarbeitete. Mit ihm verfilmte Eichinger 1993 Ian McEwans Roman Der Zementgarten, der bei der Berlinale mit dem Silbernen Bären für die Beste Regie ausgezeichnet wurde.
Die Constantin Film ging 1999 an die Börse. Eichinger wurde Vorstandsvorsitzender der Constantin Film AG und war deren größter Einzelaktionär. Im Januar 2006 verkaufte er seinen Anteil an der Aktiengesellschaft an die Schweizer Firma Highlight Communications. Eichinger war weiterhin für die Constantin Film AG als Produzent tätig.
Laut Angaben der Filmförderungsanstalt FFA haben allein im deutschsprachigen Raum bislang mehr als 70 Millionen Zuschauer Bernd-Eichinger-Produktionen im Kino gesehen. Bernd Eichinger gehörte 2003 zu den Gründungsmitgliedern der Deutschen Filmakademie. Zuvor war er bereits an der Gründung des Nachwuchspreises First Steps Award beteiligt. 1999 gründete er zusammen mit Kollegen und Freunden aus Film, Kunst und Wirtschaft die gemeinnützige GmbH „Artists for Kids“, ein Projekt zur Hilfestellung für gefährdete Kinder und Jugendliche aus München.
2005 führte Eichinger erstmals Regie bei einer Oper: Unter der musikalischen Leitung von Daniel Barenboim und der Intendanz von Peter Mussbach inszenierte er Parsifal von Richard Wagner an der Berliner Staatsoper.
Nach einer fünfjährigen Beziehung mit Katja Flint war Eichinger ab 2006 mit der Autorin Katja Eichinger, geborene Hofmann, verheiratet. Seine Tochter, die Fernsehmoderatorin Nina Eichinger, entstammt einer früheren Beziehung mit Sabine Eichinger. Mit ihr war er jedoch nicht verheiratet; sie trägt zufällig denselben Namen.

### Tod, Postumes

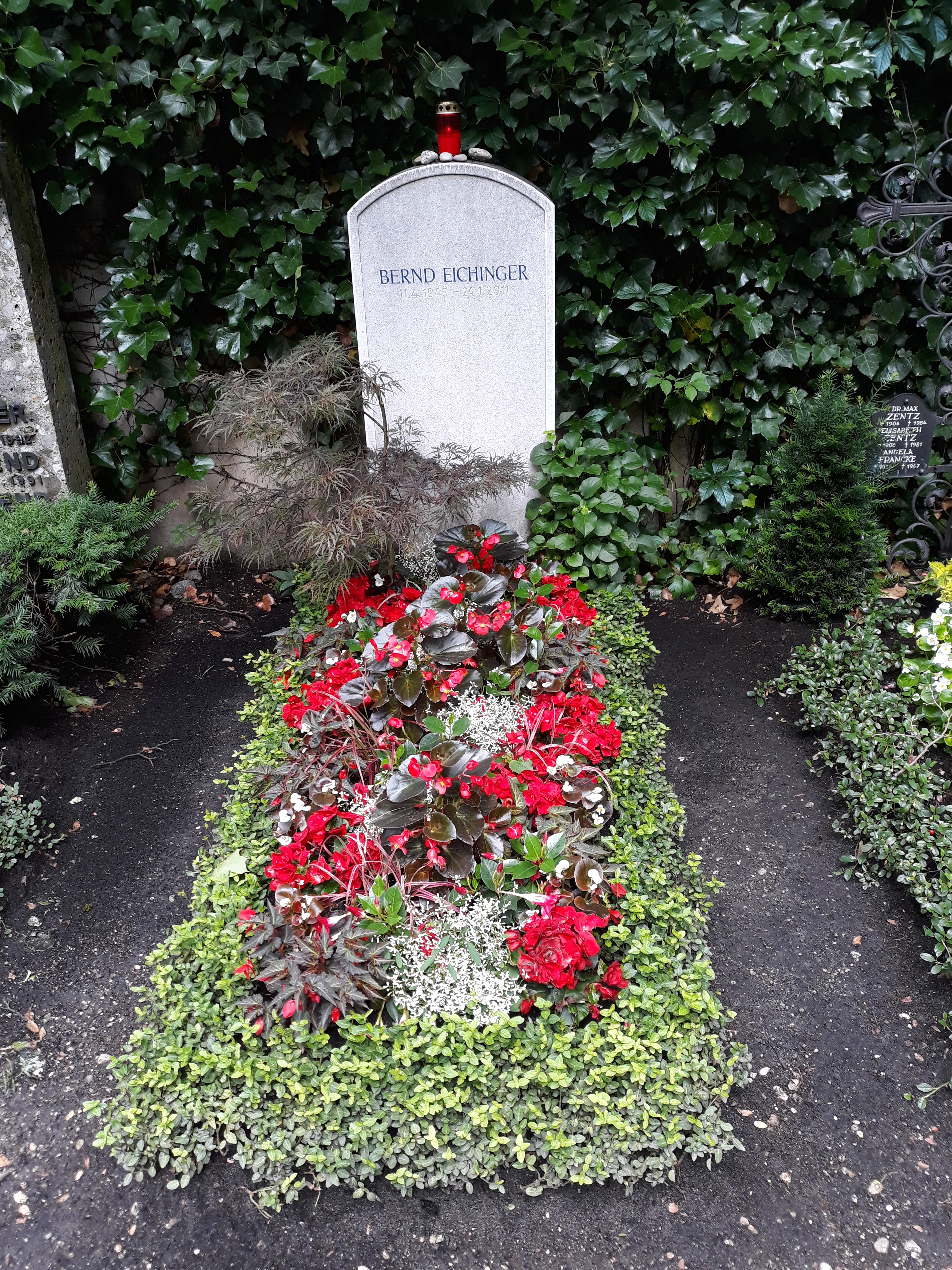
Grab Bernd Eichinger, Bogenhausener Friedhof, München

Bernd Eichinger war starker Raucher. Er erlag im Alter von 61 Jahren bei einem Abendessen mit seiner Familie und Freunden in Los Angeles einem Herzinfarkt. Bei der Verleihung der Goldenen Kamera am 5. Februar 2011 erhielt er einen eigens für ihn geschaffenen Preis, den des „Besten Produzenten“. Die Laudatio auf den Verstorbenen bei der Preisverleihung hielt der Schauspieler und Freund Thomas Kretschmann.
Am 7. Februar fand in der St.-Michael-Kirche in München eine große Trauerfeier statt, zu der 900 Gäste erschienen. Sie wurde live von Sat.1 übertragen. Trauerredner waren u. a. Münchens Oberbürgermeister Christian Ude sowie Produzent Günter Rohrbach. Eichingers Urne wurde auf dem Bogenhausener Friedhof beigesetzt.
Zu Ehren Eichingers wird seit 2012 bei der Verleihung des Deutschen Filmpreises der „Bernd Eichinger Preis“ vergeben.
Eichinger wurde 2011 der Film Die drei Musketiere gewidmet, welcher der erste große Constantin-Film nach seinem Tod ist. Eichinger war auch als Produzent der Verfilmung des Kampusch-Falles beauftragt. Nachdem dieses Projekt nach dem Tod Eichingers zunächst nicht gesichert war, begannen schließlich im Mai 2012 die Dreharbeiten. Im Juli 2012 erschien der Dokumentarfilm Der Bernd, welcher das Leben und die Arbeit Eichingers nacherzählt.
Eichingers Witwe Katja veröffentlichte im September 2012 unter dem Titel BE eine Biografie über ihn.

## Filmografie (Auswahl)
- 1974: Karl May (Produktionsleiter)
- 1975: Falsche Bewegung (Produzent)
- 1975: Umarmungen und andere Sachen (Produzent)
- 1975: Lieb Vaterland magst ruhig sein (Produzent)
- 1976: Der starke Ferdinand (Produktionsleiter)
- 1976: Die Wildente (Produzent)
- 1977: Stunde Null (Produzent)
- 1977: Hitler, ein Film aus Deutschland (Produzent)
- 1977: Die Konsequenz (Produzent)
- 1977: Taugenichts (Herstellungsleiter)
- 1978: Die gläserne Zelle (Produzent)
- 1979: Geschichten aus dem Wienerwald (Produktionsleiter)
- 1979: Theodor Chindler (Produzent)
- 1981: Christiane F. – Wir Kinder vom Bahnhof Zoo (Produzent)
- 1981: Der Tod in der Waschstraße (Produzent)
- 1981: Die Ortliebschen Frauen (Produzent)
- 1984: Heimat – Eine deutsche Chronik (Gastauftritt)
- 1984: Die unendliche Geschichte (Produzent)
- 1985: Drei gegen Drei (Produzent)
- 1985: Der Formel Eins Film (Co-Produzent)
- 1986: Der Name der Rose (Produzent)
- 1987: Der Unsichtbare (Co-Produzent)
- 1988: Ich und Er (Produzent)
- 1989: Letzte Ausfahrt Brooklyn (Produzent)
- 1990: Feuer, Eis & Dynamit (Produzent)
- 1990: Werner – Beinhart! (Produzent)
- 1991: Manta Manta (Produzent)
- 1992: Salz auf unserer Haut (Produzent)
- 1992: Ein Fall für TKKG: Drachenauge
- 1993: Der Zementgarten (Executive Producer)
- 1993: Das Geisterhaus (The House of the Spirits, Produzent)
- 1994: Der bewegte Mann (Produzent)
- 1994: Voll normaaal (Produzent)
- 1996: Das Superweib (Produzent)
- 1996: Und keiner weint mir nach (Co-Produzent)
- 1996: Werner – Das muß kesseln!!! (Produzent)
- 1996: Die Halbstarken (Fernsehfilm, Produzent und Drehbuch)
- 1996: Charley’s Tante (Fernsehfilm, Produzent)
- 1996: Das Mädchen Rosemarie (Fernsehfilm, Drehbuch, Regie und Produzent)
- 1997: Die drei Mädels von der Tankstelle (Produzent)
- 1997: Ballermann 6 (Produzent)
- 1997: Fräulein Smillas Gespür für Schnee (Smilla’s Sense of Snow, Produzent)
- 1997: Knockin’ on Heaven’s Door (Gastauftritt)
- 1997: Prinz Eisenherz (Executive Producer)
- 1998: Opernball (Fernsehfilm, Produzent)
- 1998: Leslie Nielsen ist sehr verdächtig (Wrongfully Accused, Produzent)
- 1998: Bin ich schön? (Produzent)
- 1998: Der Campus (Produzent)
- 1999: Der große Bagarozy (Drehbuch, Regie und Produzent)
- 1999–2008: Hausmeister Krause – Ordnung muss sein (Fernsehserie, Produzent)
- 2000: Schule (Co-Produzent)
- 2000: The Calling (Produzent)
- 2000: Harte Jungs (Produzent)
- 2001: Der Fall Vera Brühne (Fernsehfilm, Produzent)
- 2001: Die Nebel von Avalon (Fernsehfilm, Produzent)
- 2001: Der Schuh des Manitu (Co-Produzent)
- 2001: Nirgendwo in Afrika (Co-Produzent)
- 2002: Erkan & Stefan gegen die Mächte der Finsternis (Co-Produzent)
- 2002: Resident Evil (Produzent)
- 2002: Knallharte Jungs (Produzent)
- 2002: Nackt (Produzent)
- 2002: 666 – Traue keinem, mit dem du schläfst! (Produzent)
- 2003: Werner – Gekotzt wird später! (Produzent)
- 2004: Der Untergang (Drehbuch und Produzent)
- 2004: Resident Evil: Apocalypse (Executive Producer)
- 2005: Fantastic Four (Produzent)
- 2006: Elementarteilchen (Produzent)
- 2006: D.O.A. – Dead or Alive (Produzent)
- 2006: Das Parfum – Die Geschichte eines Mörders (Drehbuch, Co-Autor und Produzent)
- 2007: Fantastic Four: Rise of the Silver Surfer (Produzent)
- 2007: Pornorama (Produzent)
- 2007: Resident Evil: Extinction (Produzent)
- 2008: Der Baader Meinhof Komplex (Drehbuch und Produzent)
- 2010: Zeiten ändern dich (Drehbuch und Produzent)
- 2010: Resident Evil: Afterlife (Produzent)
- 2011: Die Superbullen (Produzent)
- 2013: 3096 Tage (Drehbuch)

## Auszeichnungen

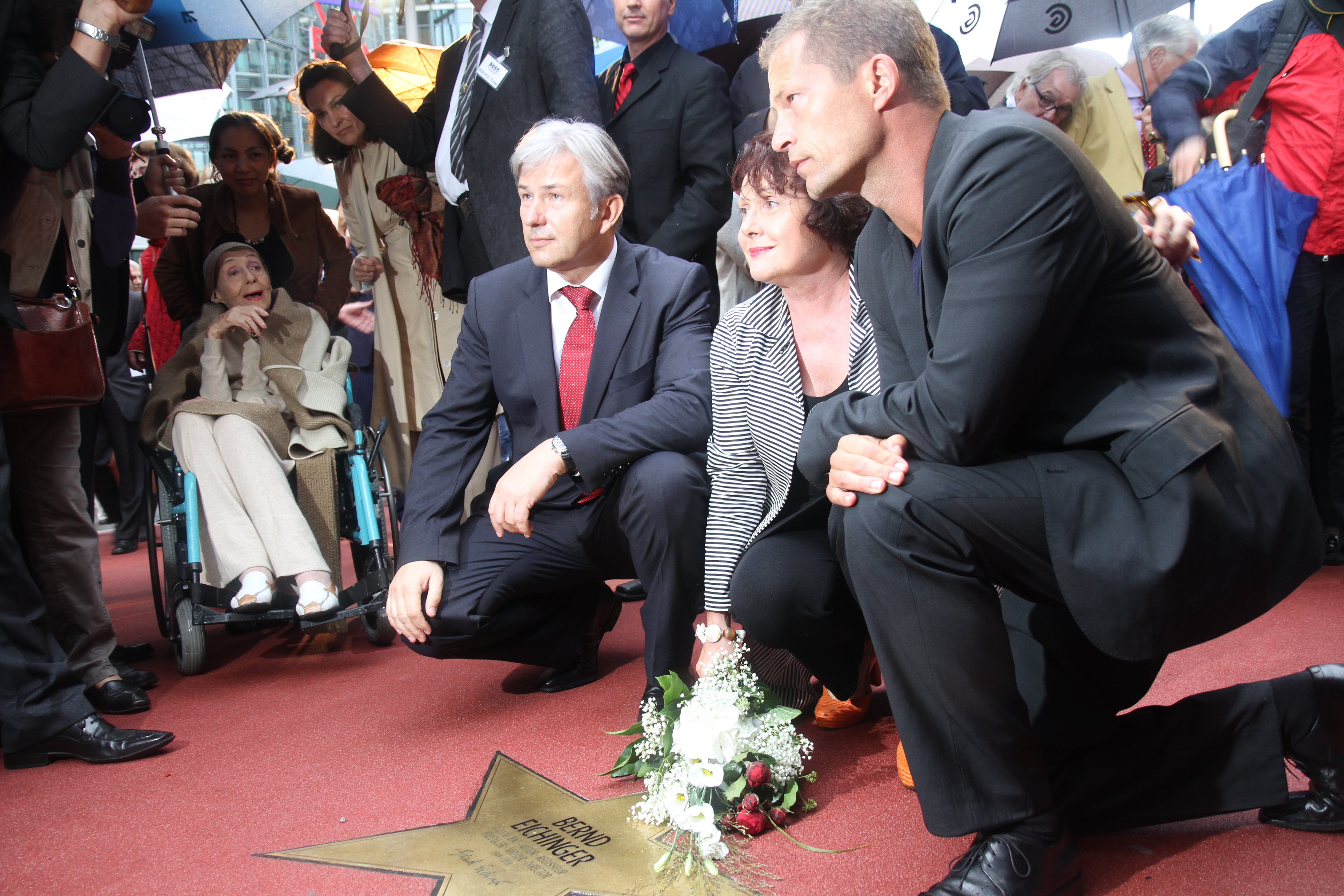
V. l. n. r.: Oscarpreisträgerin Luise Rainer (im Rollstuhl), Berlins Bürgermeister Klaus Wowereit und Zögling Til Schweiger auf dem Boulevard der Stars bei der Einweihung des Sterns des kurz zuvor verstorbenen Eichinger (2011)

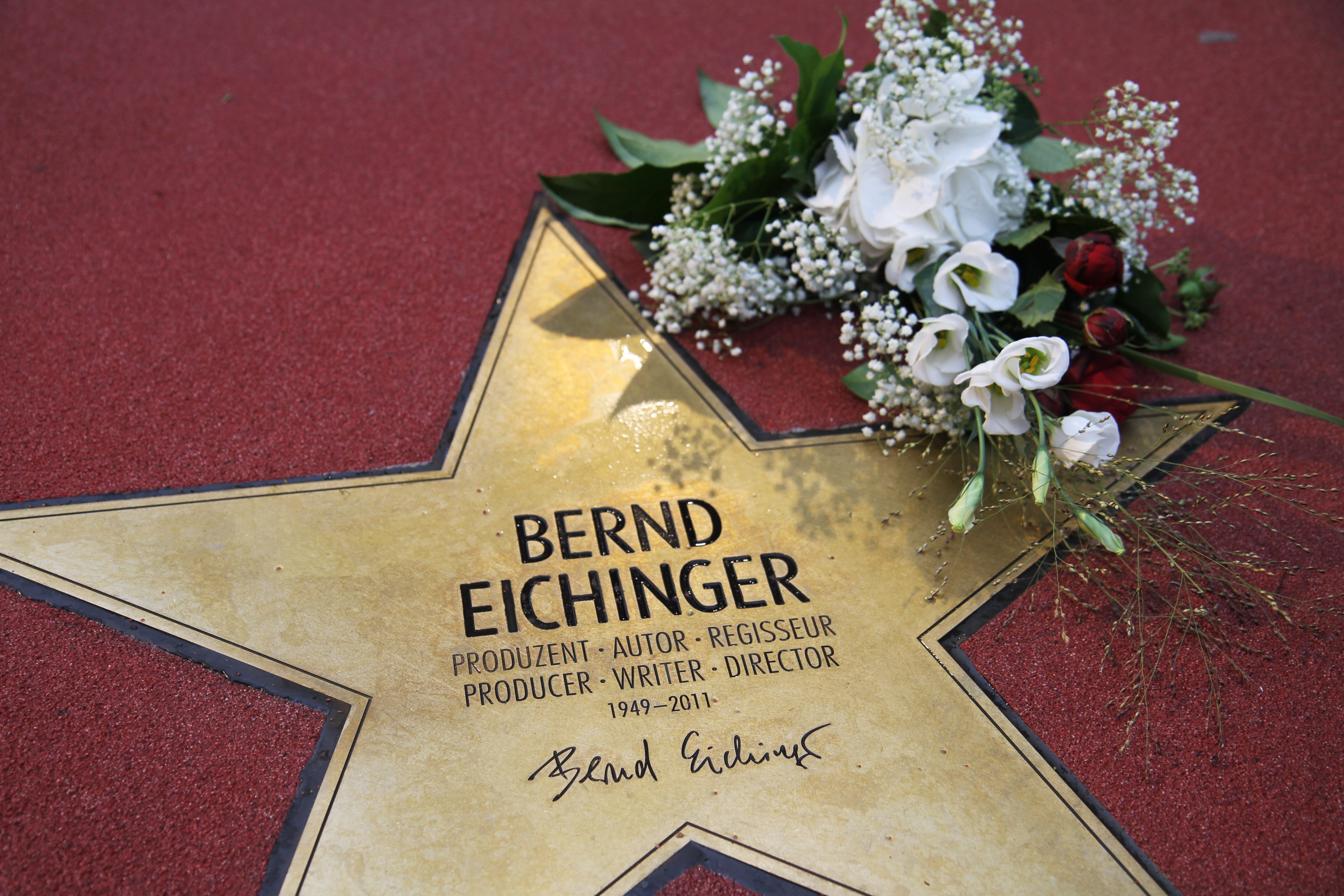
Nahaufnahme des Sterns

- 1975: Deutscher Filmpreis für Falsche Bewegung
- 1977: Deutscher Filmpreis für Stunde Null
- 1978/1979: Deutscher Filmpreis
- 1978: Deutscher Filmpreis für Taugenichts
- 1980: Deutscher Filmpreis für Geschichten aus dem Wienerwald
- 1984: Bayerischer Filmpreis, Bambi, Jupiter für Die unendliche Geschichte
- 1986/1987: Bayerischer Filmpreis, Bambi, Europäischer Filmpreis, Deutscher Filmpreis, César, Jupiter, David di Donatello für Der Name der Rose
- 1989/1990: Bayerischer Filmpreis, Deutscher Filmpreis für Letzte Ausfahrt Brooklyn
- 1993/1994: Bayerischer Filmpreis, Deutscher Filmpreis für Das Geisterhaus
- 1994/1995: Bambi, Deutscher Filmpreis für Der bewegte Mann
- 1997: Jupiter für Das Mädchen Rosemarie
- 1999: Golden Nymph für Opernball
- 2001/2002: Bayerischer Filmpreis, Deutscher Comedypreis, Deutscher Filmpreis für Der Schuh des Manitu (Koproduzent)
- 2002/2003: Bayerischer Filmpreis, Deutscher Filmpreis, Oscar für Nirgendwo in Afrika (Koproduzent)
- 2003: Bundesverdienstkreuz
- 2003: Deutscher Filmpreis für Nackt
- 2004/2005: Bayerischer Filmpreis, Bambi, Jupiter, Silberner Astor, Oscar-Nominierung für Der Untergang
- 2006: Bayerischer Verdienstorden
- 2006/2007: Bambi, Jupiter, Deutscher Filmpreis (in Silber) für Das Parfum – Die Geschichte eines Mörders
- 2007: Medaille München leuchtet in Gold, für seine Verdienste um die Filmstadt München
- 2008/2009: Bayerischer Filmpreis, Oscar-Nominierung, Golden-Globe-Award-Nominierung, Nominierung für den British Academy Film Award für Der Baader Meinhof Komplex
- 2010: Deutscher Filmpreis: Ehrenpreis
- 2011: Medaille für besondere Verdienste um Bayern in einem Vereinten Europa
- 2011: Goldene Kamera (postum, Sonderpreis Bester Produzent)
- 2011: Stern auf dem Boulevard der Stars in Berlin
- 2012: Benennung des Bernd-Eichinger-Platzes im Münchner Ortsteil Maxvorstadt
- 2012: Die Dokumentation Der Bernd[24]